# Брена Йованоф
Брена Йованоф (на английски: Brenna Yovanoff) е американска писателка на бестселъри в жанра фентъзи, хорър и юношески паранормален любовен роман.

## Биография и творчество
Брена Йованоф Греъм е родена на 2 октомври 1979 г. в Санта Круз, Калифорния, САЩ. Нейният дядо е емигрант от Македония. Впоследствие семейството ѝ се премества в Арканзас, а през 1984 г. в Колорадо. Учи в дома си докато става на 15 години.
Завършва Университета на Колорадо с магистърска степен по английски език и творческо писане. Работи като лабораторен техник във фото магазин.
Първият ѝ хорър разказ „The Virgin Butcher“ е издаден през 2006 г. и е определен сред най-добрите хорър произведения на годината.
През 2008 г. участва в сборника с разкази „Merry Sisters of Fate“ заедно с писателките Маги Стийвотър и Теса Гратън. По-късно те започват да водят съвместния едноименен блог, в който публикуват кратки разкази и есета.
Брена Йованоф живее със семейството си в Денвър, Колорадо.

## Произведения

### Самостоятелни романи
- The Replacement (2010)
Подмененият, изд.: ИК „Кръгозор“, София (2011), прев. Паулина Мичева
- The Space Between (2011) – издаден и като „Smoulder“
- Paper Valentine (2013)
- Fiendish (2014)
- Places No One Knows (2016)

### Сборници
- An Infinite Thread – A Merry Sisters of Fate Anthology (2008) – с Теса Гратън и Маги Стийвотър
- „Obedience“ в „The Living Dead 2“ (2010)
- The Curiosities: A Collection of Stories (2012) – с Теса Гратън и Маги Стийвотър
- The Anatomy of Curiosity (2015) – с Теса Гратън и Маги Стийвотър

### Участие в общи серии с други писатели

#### Серия „Stranger Things“
3. Stranger Things: Runaway Max
Stranger Things: Бягството на Макс, изд.: „Егмонт“, София (2019), прев. Йоана Гацова
от серията има още 2 романа от различни автори

### Разкази
- The Virgin Butcher (2006)